# Cryptorhopalum presuturale
Cryptorhopalum presuturale is een keversoort uit de familie spektorren (Dermestidae). De wetenschappelijke naam van de soort werd in 1929 gepubliceerd door Maurice Pic.